# Robert Fagel

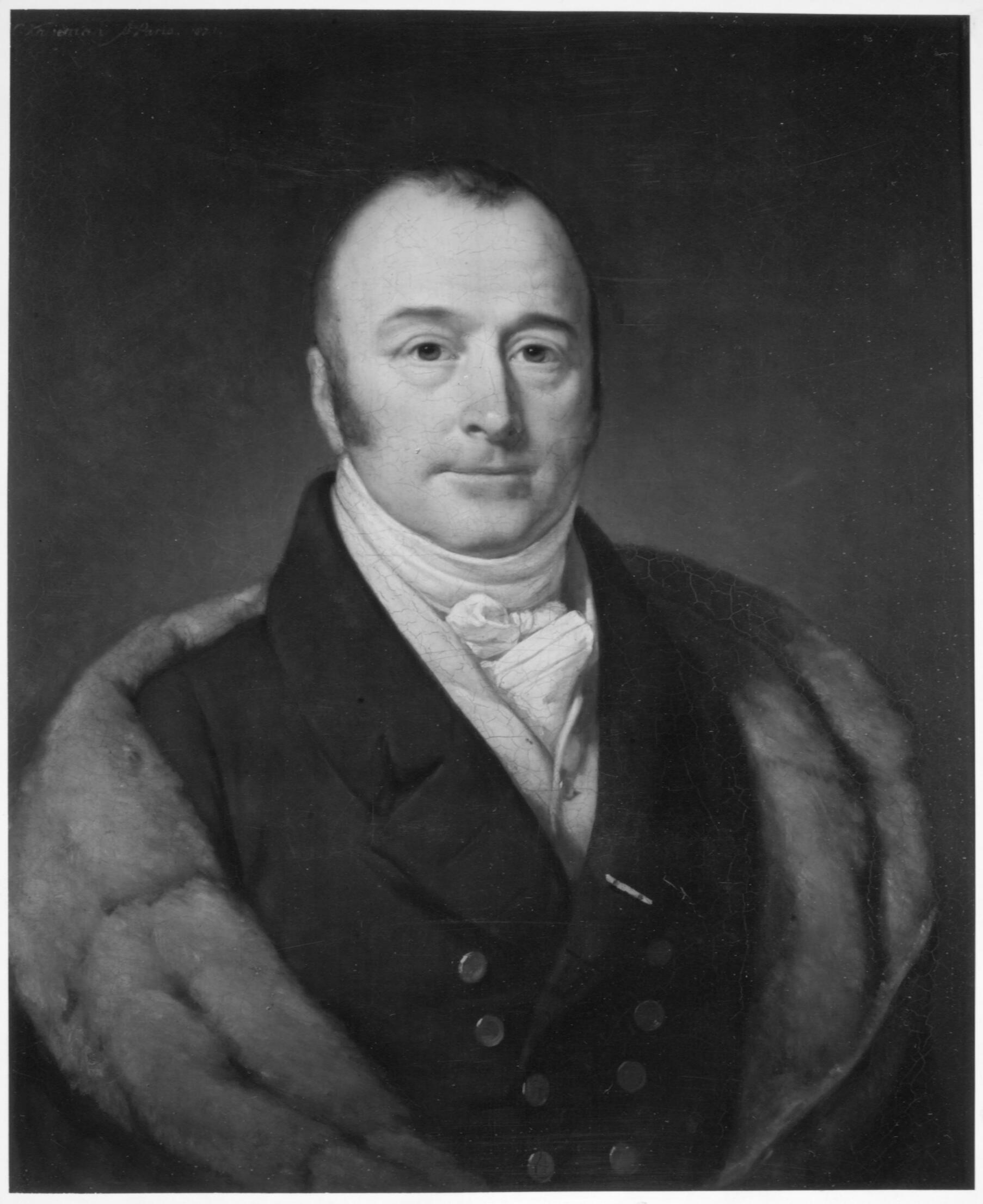
R. Fagel

Robert Fagel, aber 1815 Baron Fagel (* 10. März 1771 in Den Haag; † 26. Dezember 1856 in Paris) war ein niederländischer Politiker und Militär.

## Leben
Robert Fagel aus dem Geschlecht der Fagel und Bruder von Hendrik Fagel zeichnete sich als niederländischer General schon 1793–94 in den Feldzügen gegen Frankreich aus, hielt sich dann lange im Ausland auf und kehrte erst 1813 in seine Heimat zurück. König Wilhelm I. ernannte ihn 1815 zum Gesandten in Paris, wo Fagel auch 1852–54 akkreditiert war.
1853 wurde ihm der Ehrentitel eines Staatsministers verliehen.
Dieser Artikel basiert auf einem gemeinfreien Text aus Meyers Konversations-Lexikon, 4. Auflage von 1888 bis 1890.
| Personendaten    | Personendaten                          |
| ---------------- | -------------------------------------- |
| NAME             | Fagel, Robert                          |
| KURZBESCHREIBUNG | niederländischer Politiker und Militär |
| GEBURTSDATUM     | 10. März 1771                          |
| GEBURTSORT       | Den Haag                               |
| STERBEDATUM      | 26. Dezember 1856                      |
| STERBEORT        | Paris                                  |